# Vicariat Apostòlic d'Aràbia del Nord
El Vicariat Apostòlic d'Aràbia del Nord (llatí: Vicariatus Apostolicus Arabiæ Septentrionalis; àrab: النيابة الرسولية لشمال شبه الجزيرة العربية, an-Niyāba ar-Rasūliyya li-Xamāl Xibh al-Jazīra al-ʿArabiyya) és un vicariat apostòlic de l'Església Catòlica a la península Aràbiga amb seu a Bahrain. Abasta els països d'Aràbia Saudita, Bahrain, Qatar i Kuwait, encara que no té esglésies a l'Aràbia Saudita, on hi són prohibides. El seu primer vicari va ser l'italià Camillo Ballin, fins a l'abril del 2020, data de la seva mort.

## Història
El 1953, el vicariat havia estat creat amb el nom de Vicariat Apostòlic de Kuwait. Part del seu actual territori formava part del Vicariat Apostòlic d'Aràbia. El 2011, alguns territoris del Vicariat Apostòlic d'Aràbia van ser traslladats a la seva jurisdicció i tots dos vicariats van ser reanomenats, un com a Vicariat Apostòlic d'Aràbia del Nord i l'altre com a Vicariat Apostòlic d'Aràbia del Sud.
A l'agost de 2012 el papa Benet XVI va decidir traslladar la seu del vicariat de Kuwait a Bahrain perquè aquest país és més central. Una altra raó per al trasllat és que Bahrain és més flexible en la política de visats.
El 10 de desembre de 2021 fou consagrada, per part del cardenal Luis Antonio Tagle, la catedral de la Mare de Déu d'Aràbia a Awali, a Bahrain.